# Емилия Маркова
Емилия Маркова Маркова е българска певица, една от основоположничките на българския вокален джаз и поп музика през 1960-те и 1970-те години.

## Биография
Родена е в София на 28 декември 1942 г. Възпитаничка е на първия випуск на Студията поп певци към Радио „София“, която завършва през 1964 г. Дебютът ѝ е свързан със „Студио 5“ и ЕОБРТ (Естраден оркестър на Българските радио и телевизия). От 1965 г. до 1971 г. е солистка на Естрадата при БНА. В този период тя сътрудничи на Кирил Дончев със записи на вокализи за филмова музика и музика към театрални спектакли.
Притежава добра гласова техника, артистичност и голяма музикалност – характерни белези за нейното изпълнение. Хубавите качества, които притежава Емилия Маркова като поп изпълнителка и нейното обаяние на сцената, я правят желана певица за многобройните любители на поп музика както в България, така и в чужбина, където тя е концертирала многократно и с голям успех. Изпълнителските качества на Емилия Маркова са добре оценени от публика и критика и ѝ носят през годините награди от различни международни и наши конкурси, сред които първа награда в Международния конкурс за изпълнители на „Златният Орфей“ през 1969 г., първа награда и наградата на вестник „Съветска култура“ на фестивала в Сочи – СССР, 1969 г. Пак на този фестивал изпълнената от нея песен „Виетнамчето Лин“, композиция на Георги Костов, е удостоена също с първа награда. През 1970 г. Емилия Маркова печели втора награда за изпълнение на полска песен на фестивала в Сопот – Полша, а „Песен за трите желания“, композиция на Морис Аладжем, и „Легенда“, композиция на Найден Андреев, са отличени с трета награда на фестивала „Златният Орфей“ съответно през 1970 и 1972 г.
Представя се и с голям успех на фестивала в Колобжег в Полша – 1971 г. Сред популярните песни в репертоара ѝ са „Птици от синия юг“ и „Ранни цветя“. Репертоарът ѝ включва и джазови пиеси и песни в стил боса-нова. Има осъществен телевизионен филм със саксофониста Збигнев Намисловски в Полша. Концертирала е в СССР, Чехословакия, Унгария, ГДР, Полша, Сърбия и Турция. През 1980-е години се отказва от концертния подиум, но въпреки че понастоящем не пее активно, остава в спомените на най-ревностните почитатели на поп музиката.

## Грамофонни плочи

### Малки плочи
- 1970 – „Емилия Маркова“[4]
(EP, Балкантон – ВТМ 6270)
- 1974 – „Емилия Маркова“[5]
(SP, Балкантон – ВТК 3099)
- 1974 – „Емилия Маркова“[6]
(SP, Балкантон – ВТК 3100)
- 1979 – „Пролет в Девня“[7]
(SP, Балкантон – ВТК 3494)

## Известни песни от репертоара на Емилия Маркова
- „Птици от синия юг“ (1969) – м. Б. Елиезер, т. Н. Вълчев, ар. Т. Димчев, съпр. СЕОБРТ, дир. В. Казасян
- „Когато ти си отиваш“ (1969) – м. Ж. Леви, т. Н. Парушев, съпр. орк. на Нар. армия, дир. К. Донков
- „Виетнамчето Лин“ (1969) – м. Г. Костов, т. Д. Точев, съпр. ЕОКТР, дир. В. Казасян
- „Песен за трите желания“ (1970) – м. М. Аладжем, т. Д. Василев, съпр. орк., дир. Морис Аладжем
- „Хубави неща мечтаем“ (1970) – м. Ат. Бояджиев, т. Г. Константинов, съпр. ЕОКТР, дир. В. Казасян
- „Ранни цветя“ (1972) – м. Н. Андреев, т. М. Спасов, съпр. ЕОКТР, дир. В. Казасян
- „Легенда“ (1972) – м. Н. Андреев, т. К. Севов, съпр. ЕОКТР, дир. Томи Димчев
- „Море-съдба“ (1972) – м. Б. Карадимчев, т. Д. Стойчев, съпр. орк., дир. Б. Карадимчев
- „Колко вярвах“ (1972) – м. М. Щерев, т. Ас. Ошанов, съпр. ЕОКТР, дир. В. Казасян
- „Вечерна боса нова“ (1972) – м. З. Попова, т. Й. Янков, ар. М. Аладжем, съпр. орк., дир. М. Аладжем
- „Сбогом, моряко“ (1973) – м. и т. Ат. Бояджиев. ар. М. Ваклинов, съпр. ЕОКТР и вок. гр., дир. М. Ваклинов

## Тв мюзикъл
- 1972 – „Козя пътека“, мюзикъл от Йордан Радичков